# سرخة ليجه (مقاطعة تشرداول)
سرخة ليجه (بالفارسية: سرخه لیجه) هي قرية تقع في قسم هليلان الريفي (مقاطعة تشرداول) في إيران. يقدر عدد سكانها بـ 234 نسمة .